# 全柴联合动力方式

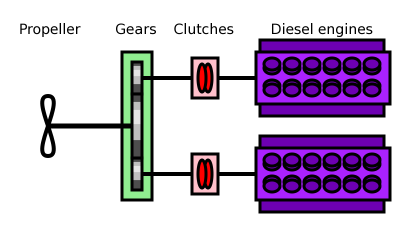
全柴联合动力方式示意图

全柴联合动力方式（英語： 简称：）是一种船舶推进系统，使用两台柴油機为一根螺旋槳传动轴提供动力。通过齿轮箱和离合器，该系统可以单独使用一台发动机或使用两台发动机一起驱动。
该系统与简单地使用一台与总功率输出相同的大型柴油机相比具有两个优势：柴油机输出功率达75%至85%时，比只输出50%的时燃油经济性更高。使用两台柴油机可以覆盖更多工况，从而更加省油。与一台低转数发动机相比，使用两台高轉速发动机在重量和尺寸上均有优势，即使使用两台发动机导致需要更大规模的变速器。
類似的還有柴電柴聯合動力方式，應用實例有F126型巡防艦。

## 應用實例
- 帕迪拉海軍上將級巡防艦，1983年
- 惠德貝島級船塢登陸艦，1985年
- 埃斯波拉級護衛艦，1985年
- 馬拉塞斯蒂號巡防艦（英语：Romanian frigate Mărășești），1985年
- 053H1Q型護衛艦，1985年
- 053H2型護衛艦，1986年
- 亞維茲級巡防艦（英语：Yavuz-class frigate），1987年
- 昭披耶級巡防艦，1991年
- 花月級巡防艦，1992年
- 053H2G型護衛艦，1992年
- 053H1G型護衛艦，1993年
- 哈珀斯·費里級船塢登陸艦，1994年
- 拉法葉級巡防艦，1996年
- 康定級巡防艦，1996年
- 大隅級運輸艦，1998年
- 大西洋號兩棲突擊艦，1998年
- 053H3型護衛艦，1999年
- 萊吉爾級巡防艦，1999年
- 班加班德胡級巡防艦，2001年
- 利亞德級巡防艦，2003年
- 司令級巡邏艦，2004年
- 阿布薩隆級支援艦，2004年
- 054型護衛艦，2005年
- 聖安東尼奧級兩棲船塢運輸艦，2006年
- 吉打級護衛艦，2006年
- 望加錫級船塢登陸艦，2007年
- 可畏級巡防艦，2007年
- 獨島級兩棲攻擊艦，2007年
- 西格瑪級護衛艦，2007年
- 071型船塢登陸艦，2007年
- 054A型護衛艦，2008年
- 守護級護衛艦，2008年
- 布倫瑞克級護衛艦，2008年
- 佐勒菲卡爾級巡防艦，2009年
- 穆奇級巡防艦，2010年
- 瓦伊凱布洛級巡邏艦，2010年
- 雍籍牙級巡防艦（英语：Aung Zeya-class frigate），2010年
- 伊万·休特菲爾德級巡防艦，2011年
- 瓦伊凱里級巡防艦，2011年
- 追風級護衛艦，2012年
- 056型護衛艦，2013年
- 夏米赫級護衛艦，2013年
- 江喜陀級巡防艦，2014年
- 邦·托莫級巡防艦，2014年
- 格莫爾達級護衛艦，2014年
- 056A型護衛艦，2014年
- 阿德哈弗級護衛艦，2015年
- 拉登·艾迪·瑪爾塔迪納塔級巡防艦，2017年
- 獨立級近海任務艦，2017年
- 改革者級護衛艦，2020年
- 雅馬哈級護衛艦，2020年
- 何塞·黎剎級巡防艦，2020年
- 轟鳴級護衛艦，2020年
- 薩爾6型護衛艦，2020年
- 075型兩棲攻擊艦，2021年
- 朱拜爾級巡防艦，2022年
- 圖赫里勒級巡防艦，2022年
- 玉山級船塢運輸艦，2023年
- 亞斯級巡防艦，2023年
- 054B型護衛艦，2025年
- 羅納克海軍上將級巡防艦，2025年
- 31型巡防艦
- 馬哈拉惹里拉級巡防艦
- 塔曼達級巡防艦